# Le Mage
Le Mage – miejscowość i gmina we Francji, w regionie Normandia, w departamencie Orne.
Według danych na rok 1990 gminę zamieszkiwało 231 osób, a gęstość zaludnienia wynosiła 9 osób/km² (wśród 1815 gmin Dolnej Normandii Le Mage plasuje się na 658. miejscu pod względem liczby ludności, natomiast pod względem powierzchni na miejscu 57.).